# Municipio de Balancán
El municipio de Balancán (en yoko t'an: Balumchan) es un municipio del estado mexicano de Tabasco, localizado en la región del río Usumacinta y en la subregión de los Ríos. Su cabecera municipal es la ciudad de Balancán de Domínguez y está constituido por 48 ejidos, 38 rancherías, 6 poblados, 3 colonias rurales y 2 villas.
Su extensión es de 3,577.4 km², los cuales corresponden al 16.4% total del estado; esto coloca al municipio en el segundo lugar en extensión territorial en el estado.
Colinda tanto al norte como al este con los municipios de Candelaria y Carmen, del estado de Campeche; al sur con el municipio de Tenosique, Tabasco y con la República de Guatemala (específicamente el municipio de San Andrés)  y al oeste con el municipio de Emiliano Zapata, Tabasco.

## Toponimia
Durante años erróneamente la palabra Balancán se traducía como «lugar de tigres y culebras» pero basado en la toponimia de la palabra Balancán tiene el siguiente significado de acuerdo con el diccionario maya:
Báalam = Jaguar
Kaan = Serpiente
Ya que la palabra tigre se traduce en maya como Chak bola´ay o también como Chak mo´ol, por lo que la toponimia de la palabra Balancán debe traducirse como: "lugar de jaguares y serpientes".
Sus pobladores son llamados mata-cura porque en 1930, durante la época de Tomás Garrido Canabal, asesinaron a un sacerdote y lo tiraron al río Usumacinta.

## Escudo
|  | El escudo Escudo de Balancán está blasonado así: El escudo del municipio de Balancán, Tabasco, está dividido en dos secciones principales Está coronado en la parte superior por el Escudo Nacional, que representa la soberanía de México. En la sección izquierda, se encuentra un jaguar amarillo con manchas negras, que simboliza la riqueza de la fauna local y la conexión del municipio con su entorno natural. En la parte inferior, dos garzas situadas sobre agua reflejan la biodiversidad y la importancia de los humedales, ríos y lagunas de la región. Los machetes cruzados aluden al esfuerzo, el trabajo y la historia agrícola del municipio. La sección derecha, presenta tres torres unidas por corrientes de agua, representando los principales ríos del municipio, como el Usumacinta, así como la importancia del agua como recurso vital y elemento de conexión en la región. En el centro, un escudo ovalado complementa el diseño con elementos que reflejan las actividades económicas y los recursos naturales del municipio. Este incluye un río, un tronco de madera, una mazorca de maíz y una vaca. El río simboliza la riqueza hídrica; el tronco de madera, la importancia de los recursos forestales; la mazorca de maíz, la actividad agrícola; y la vaca, la ganadería, como uno de los pilares económicos de Balancán. |

## Historia

### México prehispánico
El territorio que comprende hoy el municipio de Balancán, fue poblado por la civilización maya desde el período preclásico. La ciudad maya de Aguada Fénix descubierta en 2017, y cuya construcción se realizó en año 1,000 a. C., la coloca como la ciudad maya más antigua descubierta hasta ahora. 
Durante el período clásico, florecieron en este territorio importantes poblaciones. Se calcula que entre los años 250 d. C. a 600 d. C., los mayas construyeron los centros poblacionales y religiosos de Moral o Reforma, El Arenal, Santa Elena, Tierra Blanca, Tiradero, El Cuyo del Nava, entre otros, los cuales se hallan aún sin explorar. Posteriormente Balancán fue invadido por los mactunes. 
Durante el postclásico, este territorio perteneció al antiguo señorío maya chontal de Acalán.

### Periodo colonial
La ciudad prehispánica de Balancán se fundó en 1516 con el nombre de Tatahuitalpan. Según una leyenda, la fundaron tres grupos: unos inmigrantes procedentes de Chakamputun, los palencanos y los colonizadores de Tayasal (hoy Flores, Guatemala), quienes a la postre se unieron.
En 1524 en su viaje a Las Hibueras (hoy Honduras), el conquistador Hernán Cortés pasó por Chilapa y Acumba, cruzó el río Tulijá, tocó Istapa (hoy Emiliano Zapata) llegando a Tatahuitalpan, que era el antiguo nombre de Balancán.
Durante la guerra de los tzeltales, en 1530, un grupo de choles provenientes de Palenque, Chiapas se asentó al sur de la actual cabecera municipal, fundando un barrio que en la actualidad se conoce como la colonia “El Palenque”.
En el año de 1535, Francisco de Montejo envió a su capitán Alonso de Ávila para que iniciara una campaña militar en las provincias mayas de Acalán y Mazatlán en el oriente de la provincia de Tabasco. El paso de Cortés por esas provincias en 1525 en su expedición a Las Hibueras, le sirvió de mucho a Alonso de Ávila para avanzar en el conocimiento de la intrincada geografía de la zona. Ávila entabló fuertes combates en la provincia de Acalán, en donde, después de muchas dificultades, fundó la villa de Salamanca de Acalán (en el actual municipio de Balancán), primera población española en la zona y pretendida cabeza de playa en la futura conquista de Yucatán. Sin embargo, los mayas se rebelaron y atacaron en repetidas ocasiones la villa, por lo que al cabo de varios meses, Alonso de Ávila decidió abandonar la población.
Gracias a la tenacidad de Alonso de Ávila, los límites de la provincia de Tabasco, se ensancharon hasta los dominios cehaches del ahora sur campechano.
En 1668 siendo Alcalde Mayor de Tabasco, Francisco Maldondo de Texeda, la magnitud de los atropellos y la arbitrariedad por parte de las autoridades coloniales sobre las comunidades indígenas, desembocó en levantamientos y sublevaciones de los pueblos de la región del Usumacinta. Ese año, los pueblos de Multé, Popane, Tatahuitalpan, Santa Ana, y otras poblaciones de los hoy municipios de Tenosique y Emiliano Zapata se levantaron contra la autoridad colonial.
Durante el tiempo que duró la revuelta, estos pueblos permanecieron fuera del control colonial, del pago de tributos a encomenderos y de los restantes servicios a la Corona española y a la Iglesia. Al poco tiempo, la rebelión se extendió a otros pueblos como Sahcabchén y Popolá en Campeche, lo que le permitió a los indígenas sublevados asentarse en un territorio amplio y fuera de control de la autoridad colonial, situados en la base de la Península de Yucatán, El Petén y la sierra de Tabasco y Chiapas.
El conflicto terminó hasta 1671, cuando el Alcalde Mayor de Tabasco, Miguel Fernández de Rivero, conformó un gran ejército y enfrentó a los indígenas, matando a una gran cantidad de ellos y logrando el sometimiento de todos los pueblos mayas sublevados.
Durante los siguientes años de la época colonial, no se registraron acontecimientos de importancia, y debido a la lejanía de la región, y a lo intrincado de la selva, la zona, permaneció olvidada por las autoridades coloniales, lo que fue aprovechado por las autoridades de Yucatán, para "correr" los límites y quedarse con una vasta región del hoy municipio campechano de Candelaria.

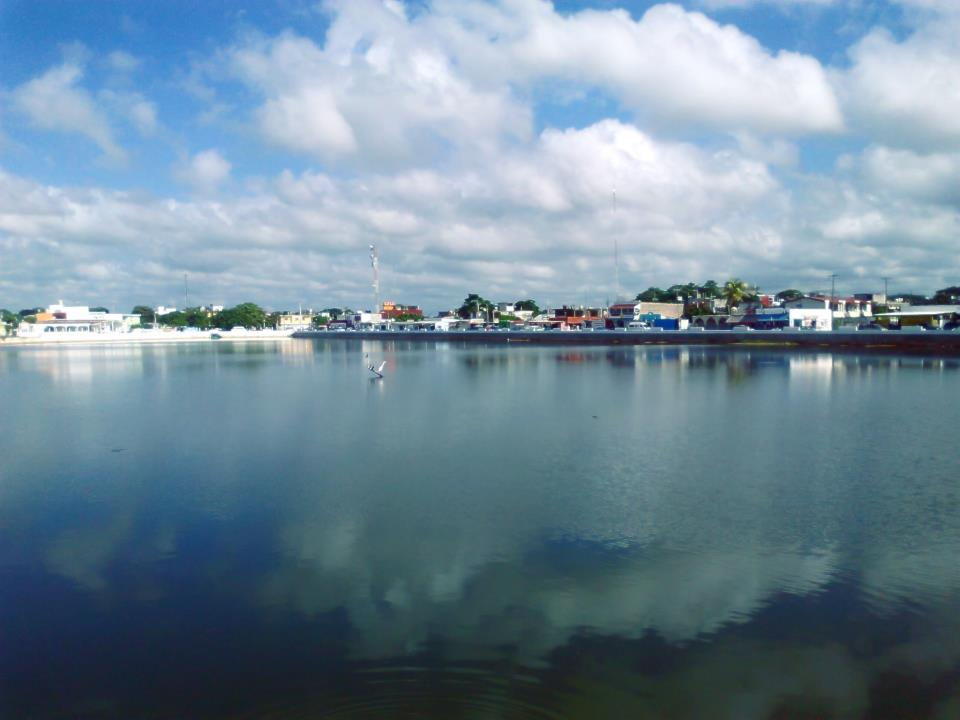
Vista desde un costado de "El Popalillo", Balancán de Domínguez.

### Periodo del México Independiente
Durante el periodo del México Independiente, Balancán experimentó una serie de transformaciones administrativas que reflejaban los cambios políticos y territoriales del país. Tras ser elevada a cabecera de partido en el Distrito de Centro en 1837, su importancia política fue consolidándose al ser nombrada cabecera de partido del Departamento de Centro en 1841 y posteriormente del Distrito de Usumacinta en 1844. Este proceso culminó en 1847 con la concesión del derecho de constituir un Ayuntamiento, lo que la consolidó como un centro de poder local.
El 15 de julio de 1854, por decreto del entonces Presidente de México, Antonio López de Santa Anna, los pueblos de Balancán y Jonuta, así como parte de los actuales municipios de Emiliano Zapata y Tenosique, pasa a formar parte del recién creado Territorio del Carmen, con sede de gobierno en la Isla del Carmen. Sin embargo, el 5 de febrero de 1857, por mandato constitucional, se desintegra el Territorio del Carmen y Balancán se reincorpora a Tabasco.

### Porfiriato
El 4 de octubre de 1883, según la Constitución Política del Estado de Tabasco, Balancán es uno de los doce partidos en que se divide el estado y a partir del 18 de diciembre de ese mismo año de 1883, según la Ley Orgánica de la División Territorial, Balancán constituye una de las 17 municipalidades en que se divide el estado, elevándose a la actual cabecera municipal a la categoría de villa.

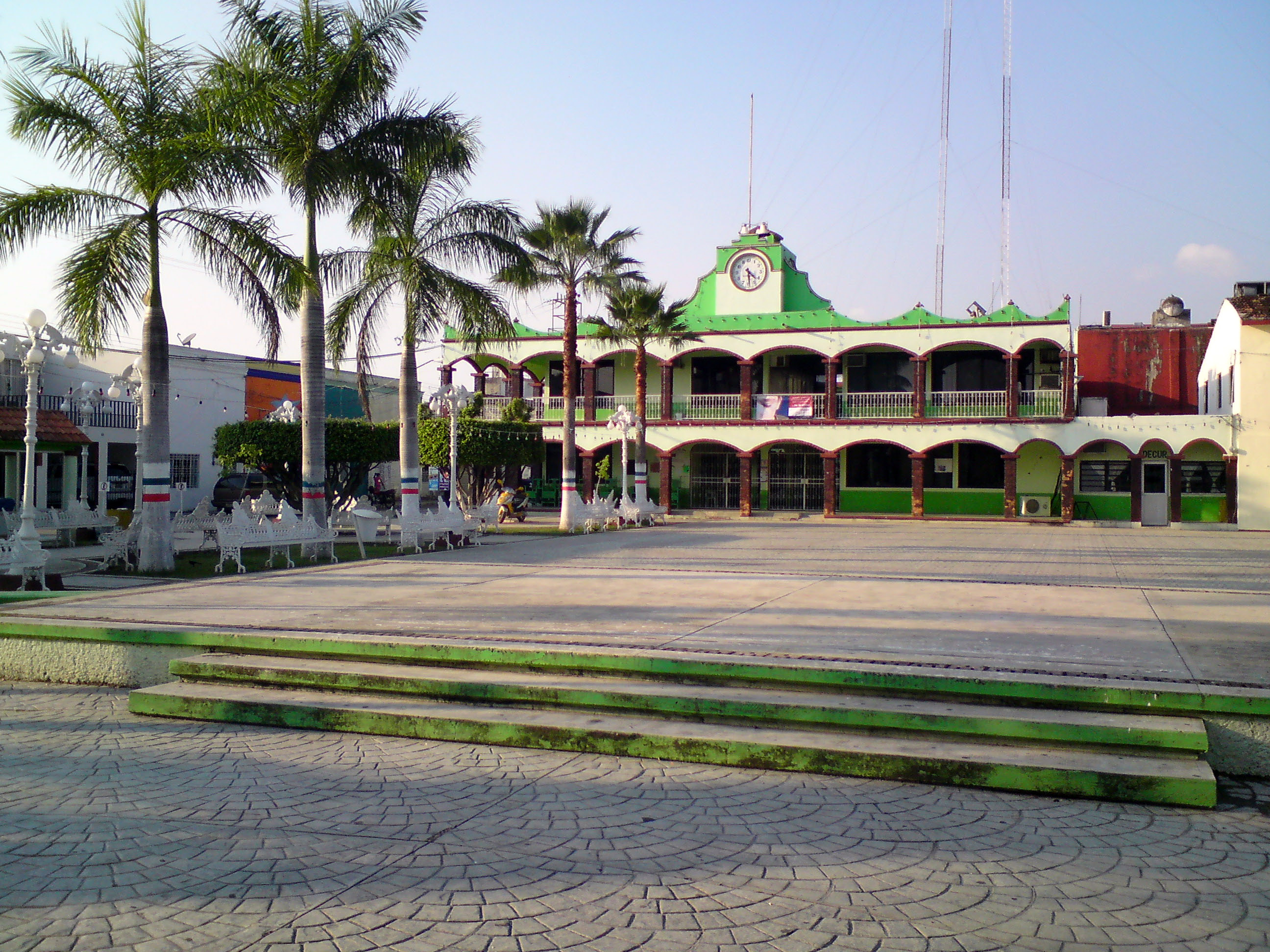
Plaza principal y Palacio Municipal en la ciudad de Balancán de Domínguez.

Hacia 1890 la ilustre profesora Salomé Marín Virgilio fundó la primera escuela y comenzó a difundir ideas liberales entre la población siendo perseguida por la dictadura porfirista.

### Época Revolucionaria
Durante la revolución maderista un nutrido grupo de ciudadanos al mando de Luis Felipe Domínguez Suárez, dan batalla al porfirismo en el vecino estado de Campeche.
En el mes de febrero de 1913, al conocerse la noticia de los asesinatos de Francisco I. Madero y de José María Pino Suárez (cuya madre era nativa de Balancán) la población se levantó en armas desconociendo el gobierno de Victoriano Huerta.
Durante la revolución constitucionalista, el 18 de agosto de 1914, la plaza de Balancán fue disputada entre el ejército de Huerta y los Carrancistas en un sangriento combate que ocasionó importantes bajas a los revolucionarios, entre otras, la del coronel José Eusebio Domínguez Suárez (en cuyo honor la cabecera municipal lleva su nombre) y el jefe político Huerta, José Hernández León.

### Periodo postrevolucionario
De acuerdo a la Constitución Política del Estado Libre y Soberano de Tabasco, promulgada el 5 de abril de 1919, Balancán se convierte es uno de los 17 municipios libres en que se divide la entidad. El 4 de mayo de 1946, el Congreso del Estado ratifica a Balancán como municipio de Tabasco.

### México contemporáneo
A mediados del siglo XX, Balancán experimentó un notable desarrollo infraestructural. En 1959, el Ferrocarril del Sureste amplió su red, inaugurando terminales en Villa El Triunfo, Mactún y San Pedro, lo cual impulsó la economía local y facilitó el comercio regional. Tres años más tarde, en 1962, el presidente de México Adolfo López Mateos visitó Balancán.
La vida social y cultural de Balancán también se enriqueció con la celebración de la primera feria municipal en 1965, un evento que se ha consolidado como una tradición arraigada en la comunidad.
En 1972 se llevó a cabo el proyecto "Plan Balancán - Tenosique", tenía como objetivo recuperar de recuperar tierras para la producción agropecuaria en la zona fronteriza con Guatemala, el cual desmontó cerca de 200 mil hectáreas de selva para transformarlas en pastizales y cultivos, sin embargo el proyecto no fue un fracaso al no impulsar el desarrollo económico en la región, aparte de haber deforestado y dañado seriamente el ecosistema local y los rios.
Una de las obras de infraestructura más significativas para Balancán fue la inauguración del Puente Balancán en 1987, el cual cruza el río Usumacinta y conecta la ciudad con los municipios de Emiliano Zapata y Tenosique. Esta obra mejoró sustancialmente la comunicación y el transporte en la región.
En el 2017, se anunció un importante descubrimiento en el sitio de Aguada Fénix. Este yacimiento, aún en exploración, podría representar uno de los asentamientos mayas más antiguos conocidos y ofrece valiosa información sobre la interacción entre las culturas maya y olmeca. Su ubicación en una zona de contacto entre ambas civilizaciones sugiere que estas pudieron coexistir durante un periodo prolongado.

## Demografía
De acuerdo con el Censo de Población y Vivienda de 2020, el municipio cuenta con 58,524 habitantes, lo que representa el 2.4% del total de la población de Tabasco. Esto representa un densidad de población de 16.36 hab./km². Hay 29,242 hombres y 29,282 mujeres. La edad media de la población es de 29 años.

### Localidades más pobladas
| Localidad                                     | Habitantes |
| --------------------------------------------- | ---------- |
| Balancán de Domínguez                         | 13,944     |
| Villa El Triunfo                              | 5,670      |
| Capitán Felipe Castellanos Díaz (San Pedro)   | 1,526      |
| Fuente: Censo de Población y Vivienda de 2020 |            |

### Religión
De acuerdo al INEGI, en 2020, la religión predominante en el municipio es la católica.
| Religión                                      | Feligreses |
| --------------------------------------------- | ---------- |
| Católica                                      | 35,386     |
| Protestante / Cristiano Evangélico            | 14,570     |
| Islámica                                      | 1          |
| Sin religión                                  | 8,567      |
| Fuente: Censo de Población y Vivienda de 2020 |            |

## Geografía

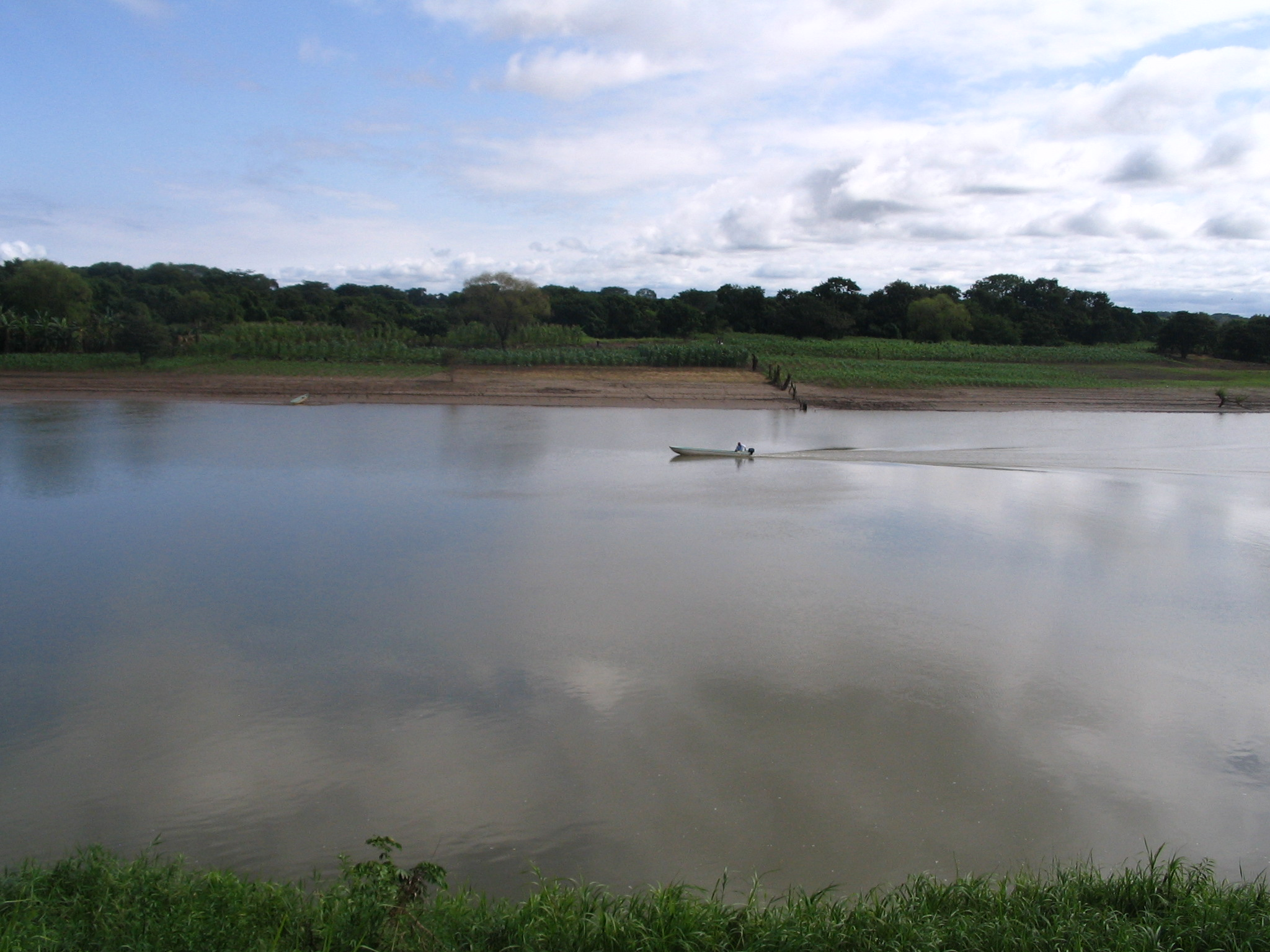
El majestuoso río Usumacinta, el más caudaloso de México, a su paso por el municipio de Balancán

### Orografía
Los terrenos que componen el municipio son generalmente planos con pequeños lomeríos. La altitud de la cabecera municipal es de 30 m s. n. m. y en el resto del municipio varía desde 10 hasta 50 m s. n. m.

### Hidrografía
El municipio se encuentra regado por los ríos Usumacinta y San Pedro.
En el municipio se encuentran 48 lagunas, destacando: El Mangal, La Tomasita, Chaschoc, El Chinal, Multé, Suniná, Leona Vicario, San José del Río, Santa Ana, El Guanal, El Lechugal y el famoso Popalillo, este último situado en el centro de la ciudad que junto con 8 arroyos y 3 estanques, conforman una superficie de 18,600 has. de agua.

### Clima
El clima es cálido-húmedo con abundantes lluvias en verano; tiene una temperatura media anual de 32 °C y la mínima absoluta alcanza los 20 °C.
El régimen de precipitaciones se caracteriza por un total de caída de agua de 1,500 milímetros en el mes de septiembre y las mínimas en el mes de abril.
La humedad relativa se estima en un máximo de 90% en los meses de septiembre y octubre, un mínimo de 74% en abril y mayo. En la región noroeste, limitando con el estado de Campeche y la república de Guatemala, el municipio tiene un clima cálido-subhúmedo, con lluvias en verano. Esta zona es la menos húmeda de Tabasco, con un régimen de precipitación no mayor de 1,865.8 mm. Su temperatura media anual es de 26 °C, según datos de la Comisión Nacional del Agua publicados por el INEGI.

### Flora
Los principales ecosistemas son las praderas y pequeñas porciones de bosques y selvas en la zona limítrofe con Guatemala.
De igual forma destaca el sistema lacustre compuesto por el río Usumacinta y la gran cantidad de lagunas existentes en toda la geografía municipal.
Balancán cuenta con una riqueza biótica, que si bien ha sido duramente tratada en los últimos años, aún mantiene muestras representativas de recursos forestales factibles de aprovechamiento, entre los que destacan las siguientes: Cedro rojo, jobo, ceiba, bari, guayacán, macuiliz y tinto.

### Fauna
| Mamíferos    | Aves         | Reptiles |
| ------------ | ------------ | -------- |
| Zorrillo     | Zanate       | Toloque  |
| Armadillo    | Pijije       | Nauyaca  |
| Conejo       | Garza blanca | Garrobo  |
| Venado       | Pea          | Iguana   |
| Tepezcuintle | Tucán        | Tortuga  |
| Nutria       | Chacalaca    | Lagarto  |
|              | Loro         | Sauyán   |
|              | Gavilán      |          |
|              | Zopilote     |          |

## Comunicaciones

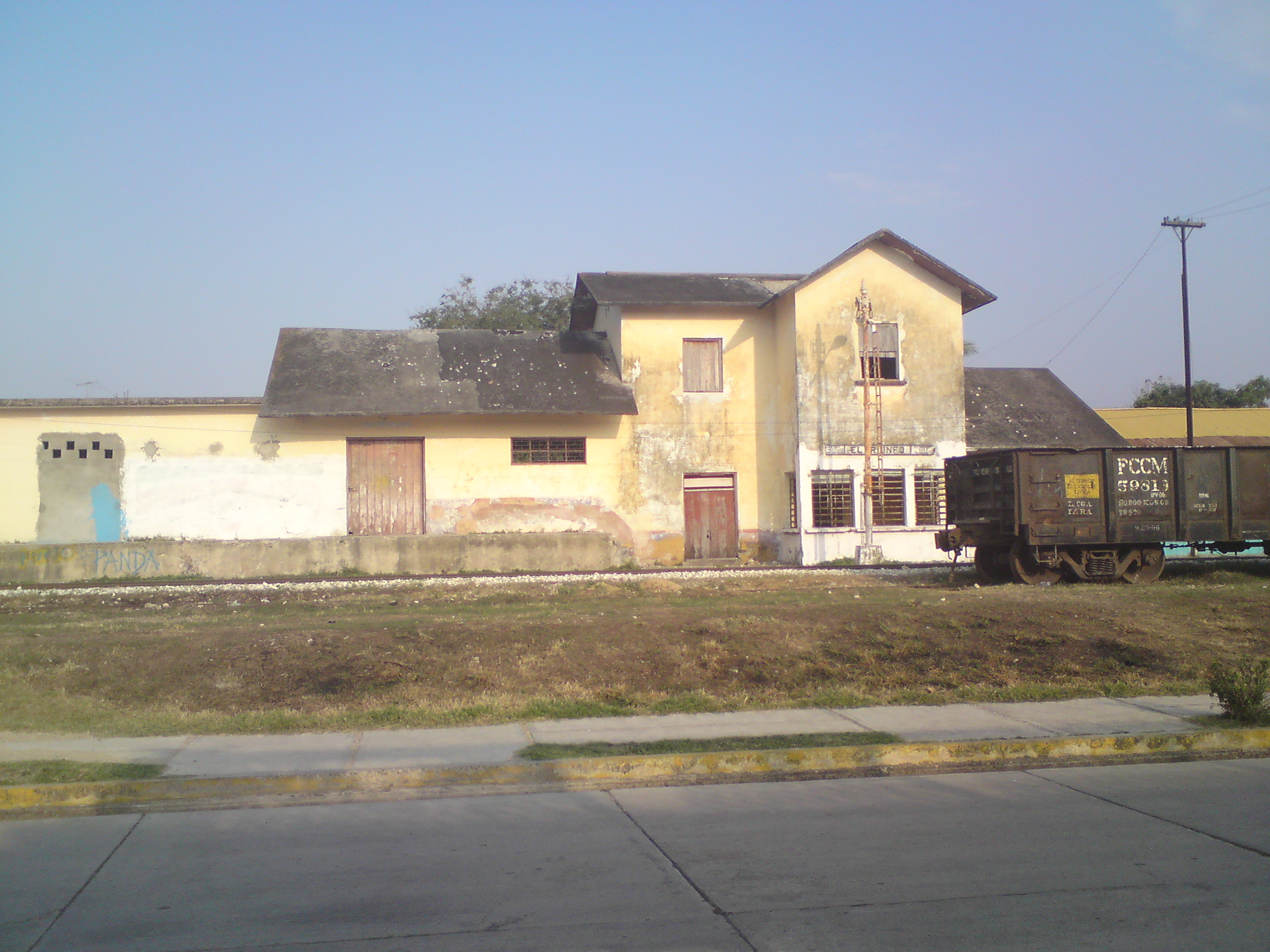
Estación del Ferrocarril del Sureste, en villa El Triunfo.

A Balancán se puede arribar por carreteras, río, y ferrocarril; hay en el municipio 496.60 km. que pertenecen a alimentadoras estatales de las cuales 237.60 km. están pavimentados y 259.0 km. revestidos.

### Carreteras
En la totalidad de la red carretera que hay en el municipio se han construido 40 puentes vehiculares.
Las principales carreteras que comunican al municipio son:
- Carretera Federal 186 Villahermosa - Escárcega.
- Carretera Federal 203 El Suspiro - Tenosique.

### Ferrocarril

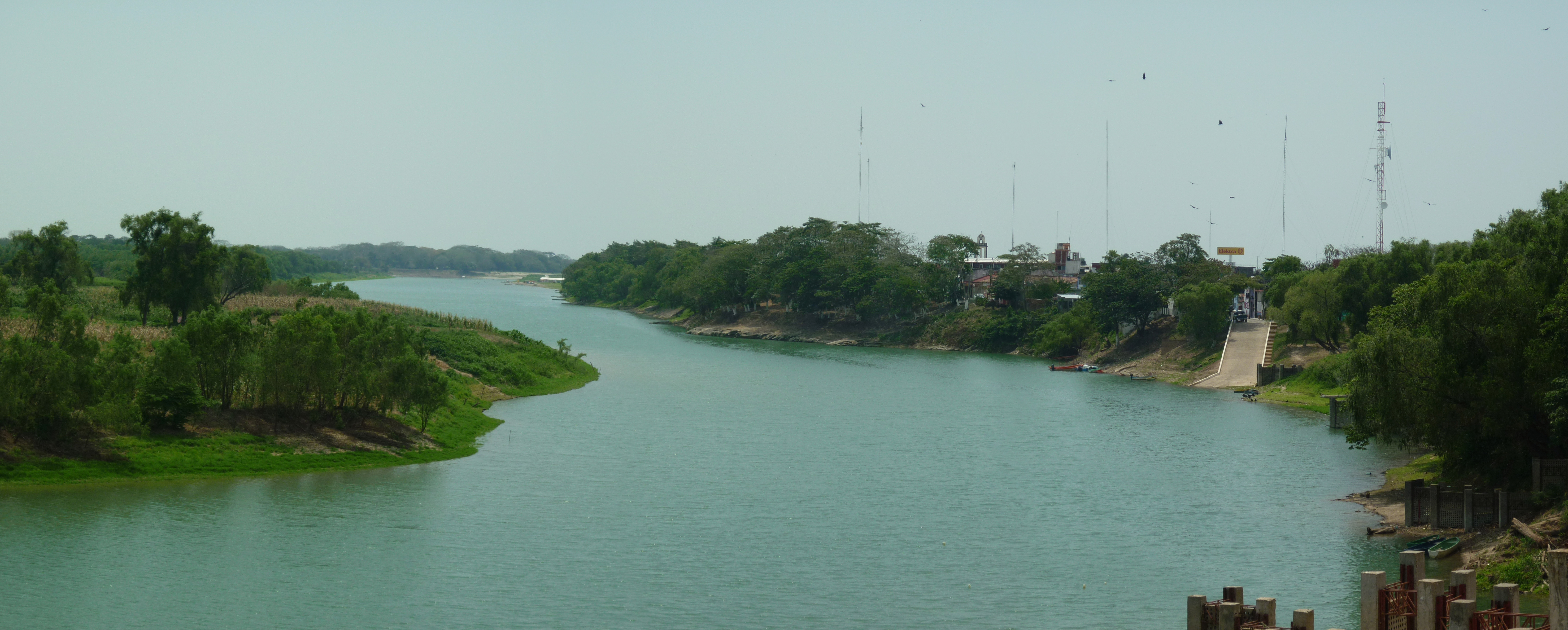
El río Usumacinta y rampa del muelle en la ciudad de Balancán de Domínguez.

En el municipio existen tres estaciones del Ferrocarril del Sureste el cual cubre la ruta Coatzacoalcos - Mérida. Dichas estaciones son la de Mactun, San Pedro y Villa El Triunfo.

### Vías fluviales
Los ríos Usumacinta y San Pedro que atraviesan el municipio, sirven como vías fluviales para la comunicación entre la cabecera municipal y los diversos poblados y rancherías del municipio, así como también comunican con poblaciones de los municipios vecinos de Emiliano Zapata, Tenosique, Jonuta y Centla.

## Economía
El municipio tiene 362,610 ha. De acuerdo al Cuaderno Estadístico Municipal edición 1998 del INEGI  la superficie agrícola ocupaba el 6%, la pecuaria el 77%, la forestal el 5% y el restante 12% es para áreas urbanas, cuerpos de agua y áreas improductivas.

### Sector primario
Con la finalidad de explotar el potencial productivo de las tierras del trópico húmedo del sureste mexicano en 1972 se puso en marcha el plan Balancán – Tenosique, concebido un polo de desarrollo similar al plan Chontalpa en cuanto a su diseño, concepción tecnológica, organización social y administrativa, aunque orientado mayormente hacia la producción ganadera y sólo marginalmente por la agrícola.
Se pretendía incorporar 115,668 ha a la producción agropecuaria; 25% de ellas ubicadas en Tenosique y 75% en Balancán.
Se integraron dos zonas de reserva forestal y ecológica en 15,855 ha.
En 1978 se creó la promotora del plan Balancán – Tenosique como el organismo rector que permitiera coordinar las acciones gubernamentales y unificar los esfuerzos con los productores campesinos.
La cría y la engorda de ganado bovino, la producción de maíz, frijol, arroz, chigua y chile tabaquero son las actividades más importantes que se realizan en el Plan. En la reserva forestal, se presenta un disturbio ecológico causado sobre todo por un deficiente manejo silvícola, tala clandestina, incendios, aumento de insectos y roedores, usos agrícolas y ganaderos en suelos forestales y la ampliación de las nuevas áreas urbanas.

### Agricultura
El municipio de Balancán se destaca por su producción de cultivos básicos como: maíz, arroz, sorgo, frijol y hortalizas como la sandía cuya producción se exporta a los mercados norteamericanos.
En 1997, la superficie sembrada fue de 27,149 ha. De esa superficie el cultivo de maíz ocupó 19,065 ha que representó 70.22% de la superficie agrícola municipal; la sandía ocupó 1,701 ha que representó el 6.26%; el sorgo, 2368 ha que representó el 8.72%; el frijol 1,333 ha que representó el 4.91% y el arroz 1,571 ha que representó el 5.79% de la superficie agrícola municipal. El cultivo de papaya comienza a cobrar auge; en la zona del plan Balancán – Tenosique se cultivaron 120 ha.

### Ganadería
La ganadería es el sector más importante en la economía local, y se practica de manera extensiva.
Según el Cuaderno Estadístico Municipal edición 1998 del INEGI, en 1997 existían: 294,533 bovinos; 25,248 porcinos; 7,218 ovinos; 11,846 equinos y 111,467 aves de corral.

### Industria

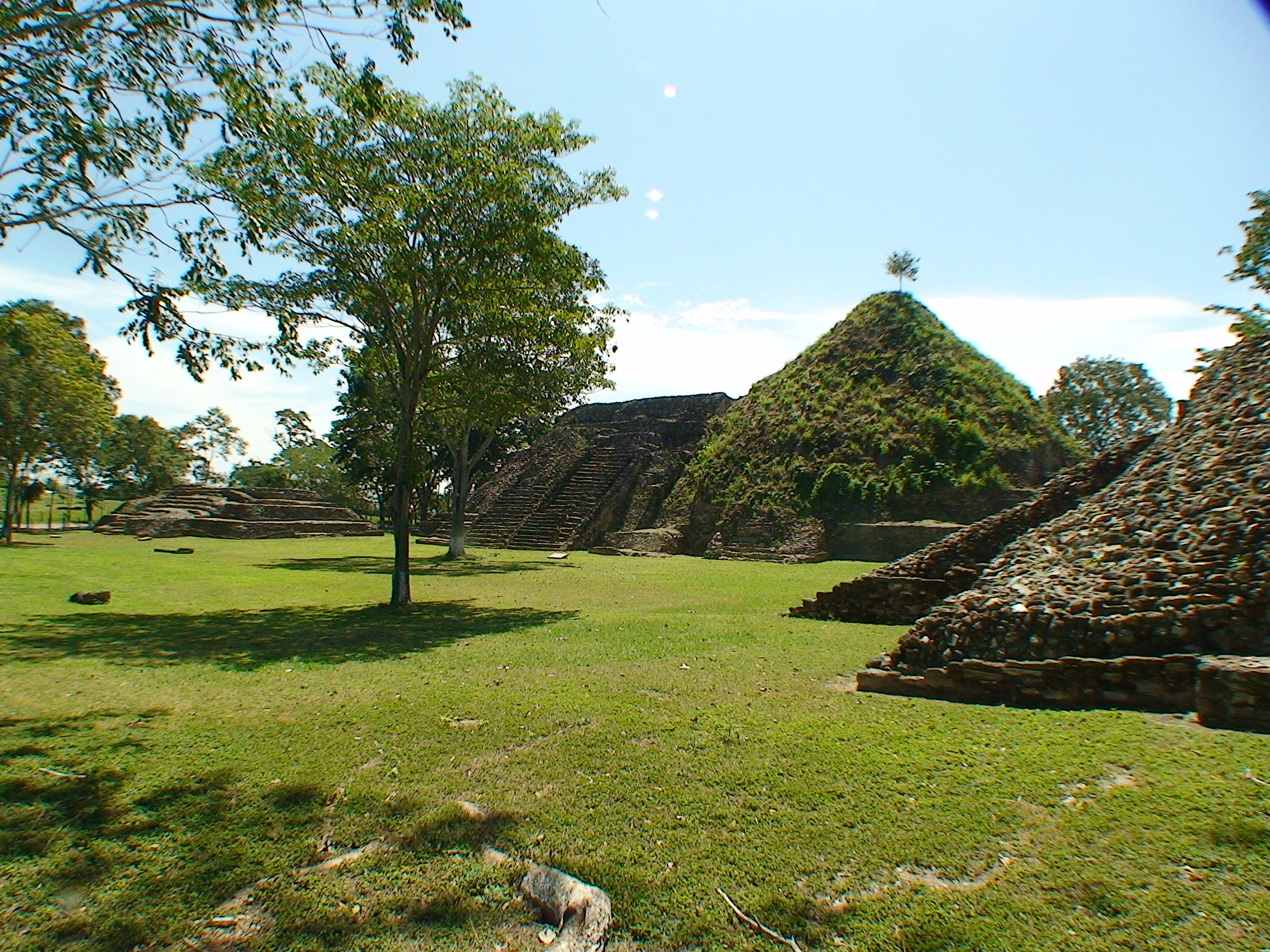
Zona arqueológica de Moral-Reforma.

La actividad industrial más importante en la cabecera municipal es la fabricación de quesos y otros derivados lácteos. También se fabrican dulces, conservas y embutidos.
En 1999 se instaló una empacadora de papaya de exportación.
También cuenta con una planta arrozera, denominada Covadonga, ubicada en la Carretera Villa Chablé-Villa El Triunfo, en el Kilómetro 3.75.

### Pesca
Esta actividad deja jugosas ganancias a cientos de pescadores ribereños; entre las especies que se capturan destacan: robalo, mojarra, bobo, pejelagarto y pigua. La actividad piscícola es un verdadero potencial en más de 500 ha de lagunas. Destacan como centros productores pesqueros la cabecera municipal y el pueblo de San Pedro (Felipe Castellanos Díaz).

### Turismo
Tiene importantes recursos como: ríos, lagunas, cascadas y sitios arqueológicos. En época de estiaje destacan los playones de Vicente Guerrero, Netzahuacóyotl, Multé y Balancán; los balnearios de Reforma y El Limón; Arroyo El Chorrito en Mactun, las lagunas El Popalillo, Leona Vicario y Misicab; y las zonas arqueológicas de Moral-Reforma y Santa Elena, así como el Museo Arqueológico "José Gómez Panaco" ubicado en la cabecera municipal.

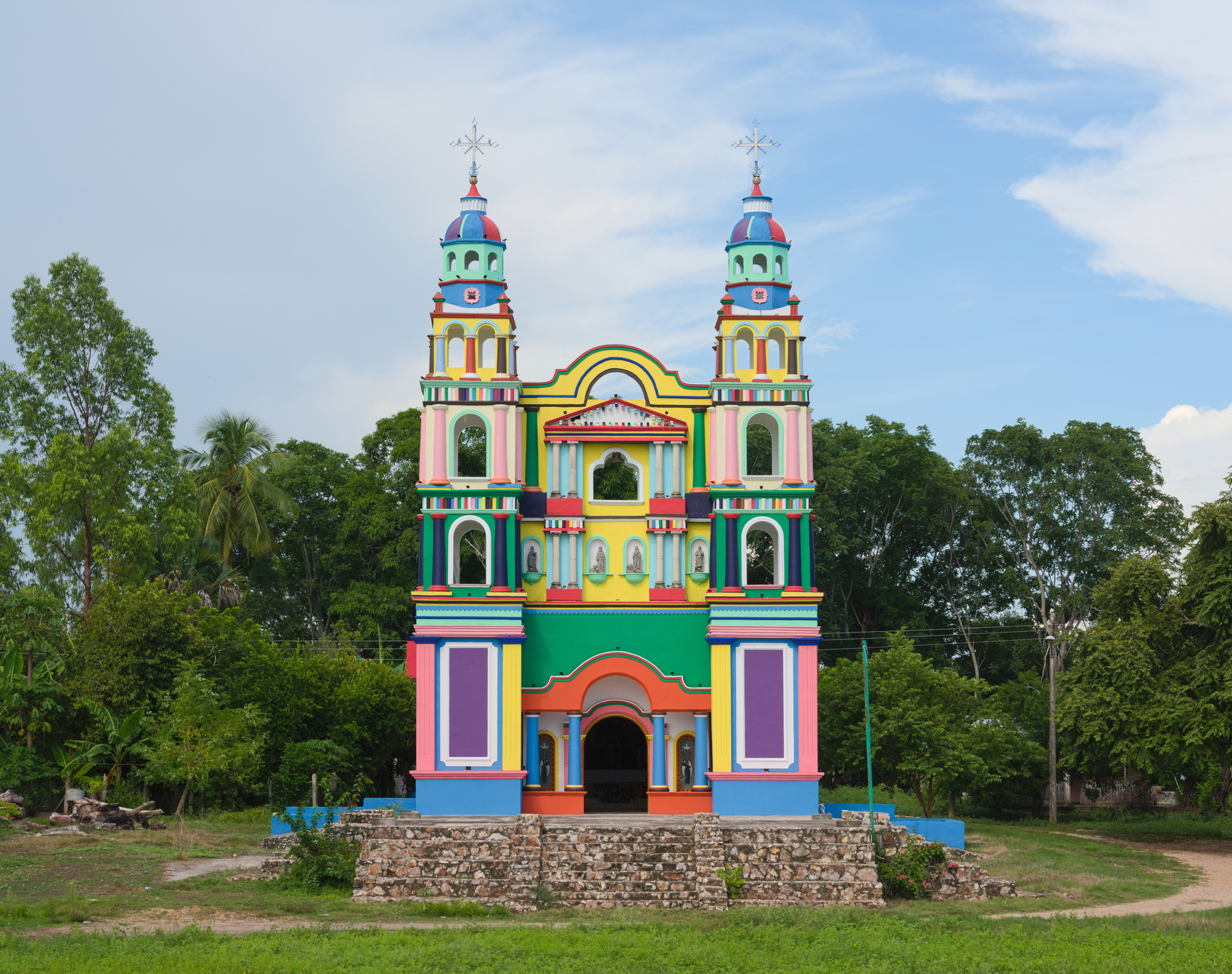
Iglesia el Señor de Tila en Leona Vicario

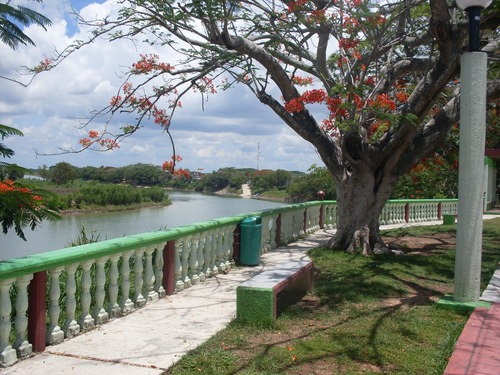
El río Usumacinta a su paso por la ciudad de Balancán

### Comercio
El municipio cuenta con tiendas de abarrotes, fruterías, dulcerías, pastelerías, carnicerías, queserías, boutiques, ropa, muebles, electrodomésticos, calzado, pinturas, tlapalerías, ferreterías, vidrierías, fotográficas, materiales de construcción, refaccionarías, alimentos balanceados, implementos agropecuarios, veterinarias, farmacias, papelerías, revisterías, lavanderías, licorerías, servicio postal, etc.

### Servicios
El municipio cuenta con servicios de banco, cajero automático, hoteles, restaurantes, bares, discotecas, sitio de automóviles, transporte foráneo de primera y segunda clase, urbano y rural, clínicas y consultorios médicos, lavado de autos y servicios médico, automotriz, mecánico y de hojalatería, llanteras, teléfonos públicos, servicios de telefonía celular y casetas telefónicas con servicio de larga distancia.
Población económicamente activa por sector
La población total en condiciones de actividad en 1990 era de 30,883 habitantes, cifra que representó el 62.6% del total de la población del municipio y el 2.05% de la estatal.
En 1990 la población económicamente activa (PEA) alcanzó la cifra de 12,921 ocupados, que representó el 41.84% de la población municipal; los inactivos fueron 17,117 y representaron el 55.43%; y en el rango otros se encontraron 845 que representaron el 2.73% del total municipal.
Según el censo de 1990, las actividades económicas del municipio por sector se distribuyeron de la siguiente forma:
Sectores económicos porcentaje
Primario (agricultura, ganadería; caza y pesca ) 68.1%.
Secundario (minería, petróleo, industria manufacturera, construcción, electricidad) 7.8%.
Terciario (comercio, turismo y servicios) 21.1%.
Actividades no especificadas 3.0%.

## Gobierno
El Gobierno del municipio es encabezado por un Ayuntamiento, electo cada 3 años por elección popular directa, pudiendo ser reelectos para el periodo inmediato. Está integrado por un Presidente Municipal (también primer regidor), un síndico de Hacienda (también segundo regidor), 7 regidores electos por el principio de mayoría relativa y 2 electos por el principio de representación proporcional.
El actual Ayuntamiento fue electo en 2018, en las elecciones estatales de ese año y se encuentra encabezado por Saúl Plancarte Torres del Movimiento de Regeneración Nacional.

### Presidentes municipales
| Presidente municipal             | Período de gobierno                          | Afiliación política |
| José Dolores Ortiz               | 1852                                         |                     |
| Manuel Gaceta Castillo           | 1852 - 1855                                  |                     |
| José Eusebio Rodríguez           | 1855                                         |                     |
| Felipe Marín                     | 1858                                         |                     |
| C. N. Ramírez                    | 1865                                         |                     |
| Felipe Marín                     | 1865                                         |                     |
| Ildefonso Rubio                  | 1866                                         |                     |
| Pomposo Ocampo                   | 1867                                         |                     |
| Pomposo Ocampo                   | 1868                                         |                     |
| Felipe Marín                     | 1871                                         |                     |
| Andrés Milán                     | 1872                                         |                     |
| José María Graniel               | 1875                                         |                     |
| Felipe Marín                     | 1877                                         |                     |
| Ildefonso Rubio                  | 1878                                         |                     |
| Tiburcio Solórzano               | 1878                                         |                     |
| Ildefonso Rubio                  | 1878                                         |                     |
| Calixto J. Rubio                 | 1879 - 1880                                  |                     |
| Pedro Mijangos                   | 1882 - 1883                                  |                     |
| A. Ramírez                       | 1883                                         |                     |
| Pedro Mijangos                   | 1884                                         |                     |
| Emeterio Fabre                   | 1884                                         |                     |
| Felipe Marín                     | 1885                                         |                     |
| Emeterio Fabre                   | 1885                                         |                     |
| José L. Mora                     | 1886                                         |                     |
| Manuel C. Castillo               | 1887                                         |                     |
| Severo Arévalo                   | 1888                                         |                     |
| Mamerto E. González              | 1888                                         |                     |
| L. Centella                      | 1888                                         |                     |
| Felipe Castellanos               | 1889                                         |                     |
| J. Lara                          | 1890                                         |                     |
| Antonio Ramírez                  | 1890                                         |                     |
| S. Colorado                      | 1891 - 1891                                  |                     |
| Luis F. Domínguez                | 1892                                         |                     |
| Severo Ávalos                    | 1894                                         |                     |
| Antonio Ramírez                  | 1894                                         |                     |
| José L. Bolívar                  | 1895 - 1897                                  |                     |
| José Santos Arévalo              | 1898                                         |                     |
| Felipe Castellanos               | 1899                                         |                     |
| Pedro E. Camacho                 | 1900                                         |                     |
| Pedro E. Ocampo                  | 1901                                         |                     |
| Felipe Castellanos               | 1902 - 1904                                  |                     |
| Francisco Bolívar                | 1905                                         |                     |
| José Luis Bolívar                | 1906                                         |                     |
| José Luis Bolívar                | 1907                                         |                     |
| Sebastián L. de Llergo           | 1908                                         |                     |
| José Hernández León              | 1909                                         |                     |
| Sebastián L. de Llergo           | 1909                                         |                     |
| Pablo E. Ocampo                  | 1911                                         |                     |
| Santiago Ocampo                  | 1911                                         |                     |
| José Santos Arévalo              | 1912                                         |                     |
| Manuel Tejedo Alpuche            | 1913                                         |                     |
| José Hernández León              | 1914                                         |                     |
| José Flores R.                   | 1916                                         |                     |
| José Flores R.                   | 1917                                         |                     |
| Francisco Bolívar                | 1917 - 1919                                  |                     |
| Marcelino Cadenas                | 1921                                         |                     |
| R. Q. Méndez                     | 1925                                         |                     |
| Alejandro Arístigues P.          | 1928 - 1929                                  |                     |
| Marcos Bertruy                   | 1930 - 1931                                  |                     |
| Diego Subiaur                    | 1932                                         |                     |
| Ángel Flores                     | 1933                                         |                     |
| Calixto Cámara                   | 1934 - 1935                                  |                     |
| Amaury Abreu                     | 1939                                         |                     |
| Rafael Rodríguez                 | 1940 - 1941                                  |                     |
| Abelardo Ocampo Ramírez          | 1942 -1943                                   |                     |
| Enrique García González          | 1944                                         |                     |
| Eulogio Azcúaga Pinto            | 1944-1945                                    |                     |
| Otilio Méndez Baqueiro.          | 1945-1946                                    |                     |
| Francisco Marín Ramírez.         | 1947-1949                                    |                     |
| Florentino Hernández Bautista    | 1950                                         |                     |
| Horacio Domínguez Mazariego      | 1950-1952                                    |                     |
| Ambrosio González Burelo         | 1953-1955                                    |                     |
| José Lino Rivera Calvo           | 1956-1958                                    |                     |
| Amauri Abreu Bertruy             | 1959-1961                                    |                     |
| José Gómez Roy                   | 1962-1964                                    |                     |
| Javier Abreu García              | 1965-1967                                    |                     |
| Rubicel Moguel Pérez             | 1968-1970                                    |                     |
| Jaime Abreu García               | 1971-1973                                    |                     |
| José Gómez Lezama                | 1974                                         |                     |
| Orión Moguel Pérez               | 1974-1976                                    |                     |
| Ambrosio González Ramos          | 1977-1979                                    |                     |
| José Gómez Lezama                | 1980-1982                                    |                     |
| Paulino Rivera Calvo             | 1983-1985                                    |                     |
| Darwin González Ballina          | 1986-1987                                    |                     |
| José Jorge Jiménez Cueto         | 1987-1988                                    |                     |
| Ventura Moguel Pérez             | 1989-1991                                    |                     |
| Jaime Javier Castro Paredes      | 1992-1994                                    |                     |
| Milton Lastra Valencia           | 1 de enero de 1995 - 1997                    |                     |
| Alejandro Arcos Juárez           | 1997                                         |                     |
| Álvaro Castro Marín              | 1 de enero de 1998 - 31 de diciembre de 2000 |                     |
| Saúl Plancarte Torres            | 1 de enero de 2001 - 31 de diciembre de 2003 |                     |
| Patricio Moguel Pérez            | 1 de enero de 2004 - 31 de diciembre de 2006 |                     |
| Arturo Abreu Ruiz                | 1 de enero de 2007 - 31 de diciembre de 2009 |                     |
| Milton Lastra Valencia           | 1 de enero de 2010 - 31 de diciembre de 2012 |                     |
| Pedro Arguello Hernández         | 1 de enero de 2013 - 31 de diciembre de 2015 |                     |
| Mario Eugenio Bocanegra Cruz     | 1 de enero de 2015 - 4 de octubre de 2018    |                     |
| Saúl Plancarte Torres            | 5 de octubre de 2018 - 4 de octubre de 2021  |                     |
| Luisa del Carmen Cámara Cabrales | 5 de octubre de 2021 - 2024                  |                     |

## Principales localidades
- Balancán de Domínguez: Cabecera municipal. En ella se encuentran ubicados los principales edificios públicos del municipio y las representaciones estatales y federales. Las principales actividades económicas son el comercio y el servicio. La población es de 13,944 habitantes y se localiza a 195 km de la capital del estado.

- El Triunfo: Es la segunda población más importante del municipio, además de ser estación del Ferrocarril del Sureste. Las actividades más importantes son la agricultura y la ganadería; los productos agrícolas que más se cultivan son el maíz y el frijol. La distancia de la cabecera municipio es de 50 km y su población es de 5,670 habitantes.

- Capitán Felipe Castellanos Díaz (San Pedro): Pueblo. La ganadería y la pesca del robalo son las principales actividades, aunque también los cultivos de maíz, frijol, chigüa, cítricos y papaya son actividades tradicionales; la cría de aves de traspatio y cerdos se ha convertido en una importante actividad. La distancia a la cabecera municipal es de 60.5 km y su población es de 1,526 habitantes.

- Multé: Pueblo. Sus habitantes se emplean en la ganadería, la pesca y el cultivo de granos básicos, tomate y sandía. La distancia a la cabecera municipal es de 31.5 km y su población asciende a 1,460 habitantes.

- Netzahualcóyotl (Santa Ana): Pueblo. Las actividades más importantes son la agricultura y la ganadería, dedicándose a los cultivos de maíz, sorgo y sandía. La distancia a la cabecera municipal es de 21 km y su población es de 1,247 habitantes.

- Mactún: Pueblo. Las principales actividades son la agricultura y la ganadería, destacando el cultivo de maíz, frijol y chigüa, así como la cría de cerdos y aves de traspatio. La distancia a la cabecera municipio es de 71 km y su población es de 927 habitantes.

- Quetzalcóatl (Cuatro Poblados): Las principales actividades son la ganadería y la agricultura, destacando de los cultivos: maíz, chile verde, frijol, tomate, chigüa y papaya. La distancia a la cabecera municipal es de 64 km y su población es de 785 habitantes.